# Ermengarda de Beaumont
Ermengarda de Beaumont (h. 1170-11 de febrero de 1233) fue una reina consorte del reino de Escocia. Era la hija de Ricardo I, vizconde de Beaumont, y su esposa Lucie de-l'Aigle.  Su padre, Ricardo I era hijo de Constance (o Maud) Fitzroy, hija bastarda de Enrique I de Inglaterra. 
A los 16 años fue dada en matrimonio a Guillermo I de Escocia, que tenía 43 años. La boda se celebró en el Palacio de Woodstock el 5 de septiembre de 1186. Siendo una maniobra política, Enrique II de Inglaterra pagó, además de las celebraciones, tierras por valor de 1000 marcos además de las necesarias para mantener 40 caballeros y dos castillos escoceses, incluido el castillo de Edimburgo. Tuvieron cuatro hijos:
- Margarita de Escocia (1193-1259). Casada con Hubert de Burgh, primer conde de Kent.
- Isabel de Escocia (1195-1253). Casada con Roger Bigod, IV conde de Norfolk.
- Alejandro II de Escocia (1198-1249).
- Marjorie de Escocia (1200-1244). Casada con Gilbert Marshal, cuarto conde de Pembroke.

Debido a la los problemas de salud de su marido, se piensa que, en 1212, fue ella quien negoció con Juan I de Inglaterra la sucesión del trono escocés para su hijo Alejandro. Al mismo tiempo se concertó su matrimonio con la hija del mismo rey Juan, Juana. A partir de entonces, y con Guillermo habiendo cumplido su septuagésimo cumpleaños, Ermengarda se hizo cargo de los asuntos de estado. Se sabe que presidió un juicio junto al obispo de Saint Andrews. 
Después de la muerte de Guillermo de dedicó a su proyecto más importante, la abadía de Balmerino, en Fife, donde fue enterrada tras su muerte el 11 de febrero de 1233..